# Garo-Khasi-Jaintia
Les muntanyes Garo-Khasi-Jaintia són una serralada muntanyosa que s'estén d'oest a est per l'estat de Meghalaya a l'Índia. La part més elevada és a l'altiplà de Shillong on l'altura està a l'entorn dels dos mil metres. Sovint es refereix a aquestes muntanyes com a Garo-Khasi, sense esmentar les muntanyes Jaintia que formen la part més oriental.